# لين واترس
لين واترس (بالإنجليزية: Len Waters)‏ هو طيار أسترالي، ولد في 20 يونيو 1924 في Boomi, New South Wales ‏ في أستراليا، وتوفي في 24 أغسطس 1993 في Cunnamulla ‏ في أستراليا.